# Mikuba
Mikuba (international: Cobalt) ist ein kongolesisch-US-amerikanischer Dokumentarfilm von Petna Ndaliko Katondolo aus dem Jahr 2025.

## Inhalt
Der Film zeigt eine Spurensuche in den Cobaltminen von Kolwezi in der Demokratischen Republik Kongo. Der Abbau des Rohstoffs soll eine grüne Zukunft sichern, doch Mama Leonece sucht nach Meister Kangalele. Er soll mit der kulturellen Praxis Lwanzo Lwa Mikuba die Geister des Landes erwecken.

## Produktion
Regisseur Katondolo (* 1974) stammt aus dem Kongo und lebt in Chapel Hill in North Carolina. Er veröffentlichte zuletzt 2022 den Kurzfilm Kumbuka, der ebenfalls auf der Berlinale lief und sich mit dem Thema Kolonialismus im Kongo beschäftigte.
Der Film feierte am 17. Februar auf der Berlinale 2025 in der Sektion Forum Expanded Premiere. Zudem war er für den Amnesty International Filmpreis nominiert und war einer von neun afrikanischen Filmen bei der Berlinale.